# 허진 (가수)
허진은 대한민국의 가수다. 2016년, 재연과의 듀엣곡인 《아파도 안녕》으로 데뷔했다.

## 음반
- 아파도 안녕 (with 재연) (2016)